# Caída de Berlín
La caída de Berlín fue la fase final de la batalla de Berlín. Si bien la batalla de Berlín abarcó el ataque de tres frentes soviéticos (grupos de ejércitos) para capturar no solo Berlín, sino también el territorio alemán al este del río Elba, aún bajo control alemán, la caída de Berlín detalla los combates y la capitulación alemana que tuvieron lugar dentro de la ciudad. 
El resultado de la batalla para capturar la capital del Tercer Reich se decidió durante las fases iniciales de la Batalla de Berlín que tuvo lugar fuera de la ciudad. Cuando los soviéticos cercaron Berlín y las fuerzas alemanas que defendían la ciudad fueron destruidas o forzadas a retroceder, el destino de la ciudad quedó sellado. Sin embargo, hubo muchos combates en la ciudad mientras el Ejército Rojo se abría camino, calle por calle, hacia el centro.
El 23 de abril de 1945, las primeras fuerzas terrestres soviéticas comenzaron a penetrar en los suburbios de Berlín. Para el 27 de abril, Berlín estaba completamente aislada del mundo exterior. La batalla en la ciudad continuó hasta el 2 de mayo de 1945. En esa fecha, el comandante del Área de Defensa de Berlín, el general Helmuth Weidling, se rindió ante el comandante del 8.° Ejército de la Guardia soviético, el teniente general Vasili Chuikov. integrado en el 1.º Frente Bielorruso del mariscal Gueorgui Zhúkov.

## Preludio

### Batalla del Oder-Neisse
El sector en el que tuvo lugar la mayor parte de los combates en la batalla general fue la zona de los altos de Seelow, la última gran línea defensiva fuera de Berlín. La Batalla de los Altos Seelow fue una de las últimas batallas de la Segunda Guerra Mundial. Se luchó durante cuatro días, del 16 de abril al 19 de abril de 1945. Cerca de un millón de soldados soviéticos y más de 20 000 tanques y piezas de artillería estaban en acción para romper las "Puertas a Berlín", que fueron defendidas por unos 100 000 soldados alemanes y 1200 tanques y cañones de asalto.
El 19 de abril, el cuarto día, el 1.er Frente bielorruso rompió la línea final de los altos de Seelow y no hubo más que formaciones alemanas rotas entre ellos y Berlín. El 1.er Frente Ucraniano del mariscal Iván Kónev, habiendo capturado Forst el día anterior, se estaba desplegando en el campo abierto. Un poderoso impulso se dirigía hacia el noroeste hacia Berlín, mientras que otros ejércitos se dirigían hacia el oeste hacia una sección de la línea del frente del ejército de los Estados Unidos al suroeste de la ciudad que estaba en el Elba.
A finales del 19 de abril, la línea del este de Alemania al norte de Frankfurt alrededor de Seelow y al sur alrededor de Forst había dejado de existir. Estos avances permitieron que los dos frentes soviéticos envolvieran al 9.º Ejército alemán en una gran bolsa al este de Frankfurt. Los intentos del 9.º Ejército de salir al oeste darían lugar a la Batalla de Halbe. El costo para las fuerzas soviéticas había sido muy alto entre el 1 y el 19 de abril, con más de 2807 tanques perdidos, incluyendo al menos 727 en los altos de Seelow.

### Cerco de Berlín
El 20 de abril, en el cumpleaños de Adolf Hitler, la artillería soviética del 79.º Cuerpo de fusileros del 1er Frente Bielorruso bombardeó Berlín por primera vez. A partir de entonces, la artillería soviética continuó el bombardeo de Berlín y no se detuvo hasta que la ciudad se rindió; el peso de los explosivos entregados por su artillería durante la batalla fue mayor que el tonelaje arrojado por los bombarderos aliados occidentales en la ciudad. El 1.er Frente bielorruso avanzó hacia el este y el noreste de la ciudad.
El 1.er Frente ucraniano había atravesado las últimas formaciones del ala norte del Grupo de Ejércitos Centro del general Ferdinand Schörner y había pasado al norte de Juterbog, bastante más allá de la mitad de la línea del frente estadounidense en el río Elba en Magdeburgo. Hacia el norte, entre Stettin y Schwedt, el Segundo Frente Bielorruso de Konstantín Rokossovski atacó el flanco norte del Grupo de Ejércitos Vístula del general Gotthard Heinrici, en poder del 3.º Ejército Panzer de Hasso von Manteuffel.
Para el 24 de abril, elementos del 1.er Frente bielorruso y 1er Frente ucraniano habían completado el cerco de la ciudad. Al día siguiente, el 2.º Frente bielorruso rompió la línea del III Ejército Panzer alrededor de la cabeza de puente al sur de Stettin y cruzó el pantano de Rando. Ahora eran libres de moverse hacia el oeste hacia el 21.º Grupo de Ejércitos británico y hacia el norte hacia el puerto báltico de Stralsund. La 58.º División de fusileros de Guardias del 5.º Ejército de Guardias de Zhadov contactó con la 69.º División de Infantería del Primer Ejército de EE. UU. cerca de Torgau, Alemania, en el río Elba. El cerco soviético de Berlín se consolidó con unidades que tanteaban los puntos débiles alemanes y penetraban en el anillo defensivo del S-Bahn. Para finales del 25 de abril, no había ninguna posibilidad de que la defensa alemana de la ciudad pudiera hacer nada más que retrasar temporalmente la captura de la capital por parte de los soviéticos, ya que las etapas decisivas de la batalla ya habían sido peleadas y perdidas por los alemanes que luchaban afuera de la ciudad.

## Preparación
El 20 de abril, Hitler ordenó y la Wehrmacht inició la operación Clausewitz, que exigía la evacuación completa de todas las oficinas de la Wehrmacht y las SS en Berlín; esto esencialmente formalizó el estatus de Berlín como una ciudad de primera línea.
Las fuerzas disponibles para la defensa de la ciudad del general de artillería Helmuth Weidling, incluían varias divisiones de Wehrmacht y Waffen-SS gravemente agotadas, en total unos 45 000 hombres. Estas formaciones fueron complementadas por la fuerza policial, jóvenes de las Juventudes Hitlerianas y el Volkssturm. Muchos de los 40 000 hombres ancianos de Volkssturm habían estado en el ejército cuando jóvenes y algunos eran veteranos de la Primera Guerra Mundial. Hitler nombró al comandante de la SS Brigadeführer Wilhelm Mohnke del distrito del gobierno central de la ciudad. El puesto de mando de Mohnke estaba en los búnkeres bajo la Cancillería del Reich. El grupo principal de sus hombres de combate eran los 800 miembros del Batallón de Guardias Leibstandarte (1st SS-Pz.Div. LSSAH) (asignado para proteger al Führer). Tenía un total de más de 2000 hombres bajo su mando.
Weidling organizó las defensas en ocho sectores designados de "A" a "H", cada uno comandado por un coronel o un general, pero la mayoría no tenía experiencia en combate. La 20.º División de Infantería estaba al oeste de la ciudad; la 9.º División de Paracaidistas al norte; la División Panzer Müncheberg (Werner Mummert) al noreste; la 11.º SS Panzergrenadier Division Nordland (Joachim Ziegler) al sureste; y al este del aeropuerto de Tempelhof. La reserva, estaba constituida por la 18.ª División de granaderos Panzer, en el distrito central de Berlín.

## Tácticas y terreno
Un grupo de combate soviético era una unidad de ataque mixta de unos ochenta hombres en grupos de asalto de seis a ocho soldados, estrechamente apoyados por artillería de campo. Estas eran unidades tácticas que podían aplicar las tácticas de lucha casa por casa que se habían visto obligadas a desarrollar y refinar en cada Festungsstadt (ciudad fortaleza) que habían encontrado desde Stalingrado.

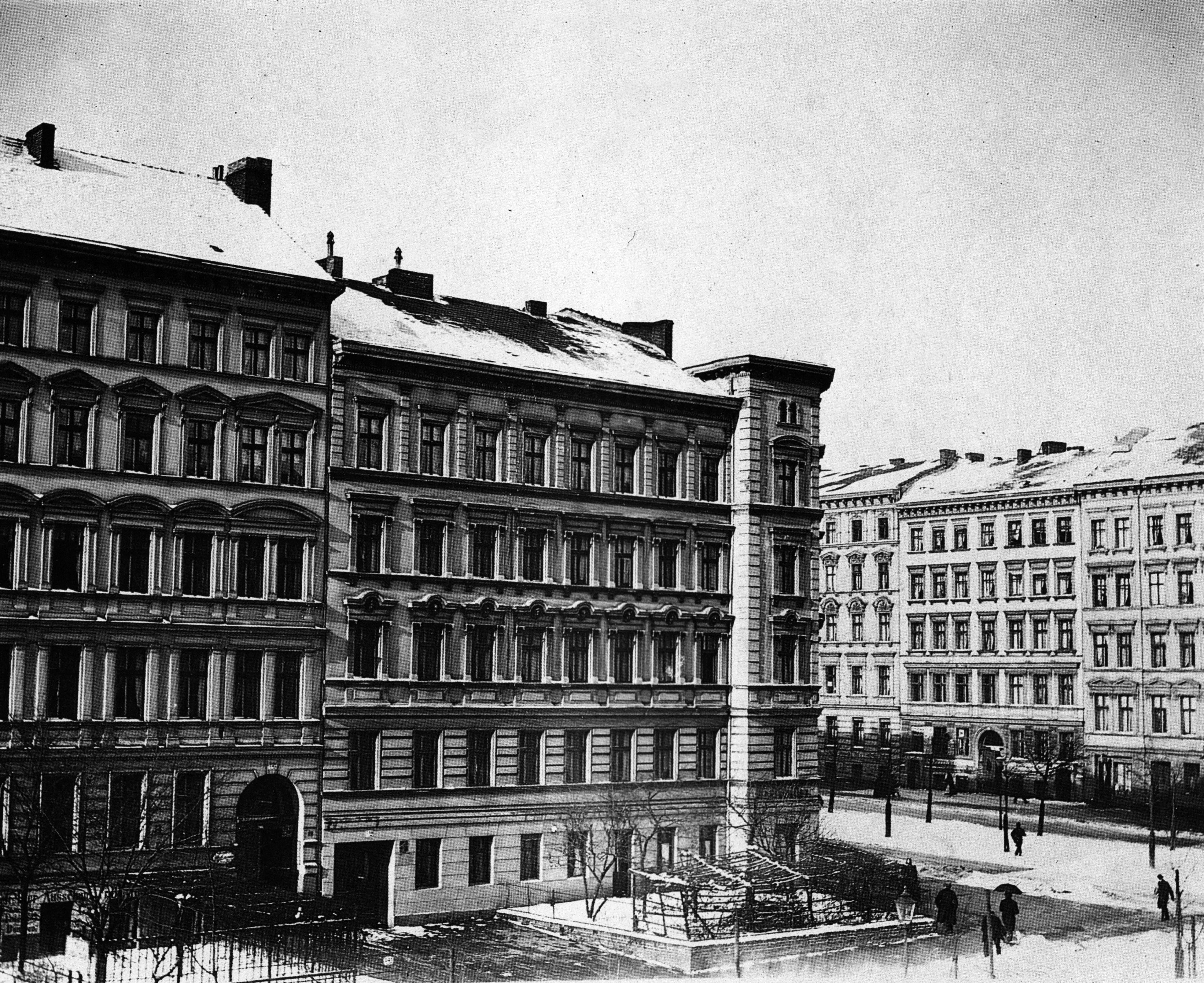
Bloques de apartamentos de Berlín en 1900.

Las tácticas alemanas utilizadas para la guerra urbana en Berlín fueron dictadas por tres consideraciones: la experiencia que habían adquirido durante los cinco años de guerra, las características físicas de la ciudad y los métodos utilizados por los soviéticos. La mayoría de los distritos centrales de Berlín consisten en bloques de la ciudad con caminos rectos y anchos y contienen varias vías fluviales, parques y grandes astilleros ferroviarios. Es una zona predominantemente plana, con algunas colinas bajas como el Kreuzberg, que está a 66 metros (216,5 pies) sobre el nivel del mar. Gran parte del parque de viviendas estaba formado por bloques de apartamentos construidos en la segunda mitad del siglo XIX. La mayoría de ellos, gracias a las regulaciones de vivienda tenían cinco pisos de altura y estaban construidos alrededor de un patio al que se podía llegar desde la calle a través de un corredor lo suficientemente grande como para albergar un caballo y un carro o un pequeño camión de reparto. En muchos lugares, estos bloques de apartamentos se construyeron alrededor de varios patios, uno detrás del otro, cada uno de los cuales se extendía a través de los patios exteriores por un corredor a nivel del suelo similar al que se encuentra entre el primer patio y la carretera. Los pisos más grandes y más caros se encontraban frente a la calle, mientras que las viviendas más pequeñas y más modestas se agrupaban alrededor de los patios interiores.

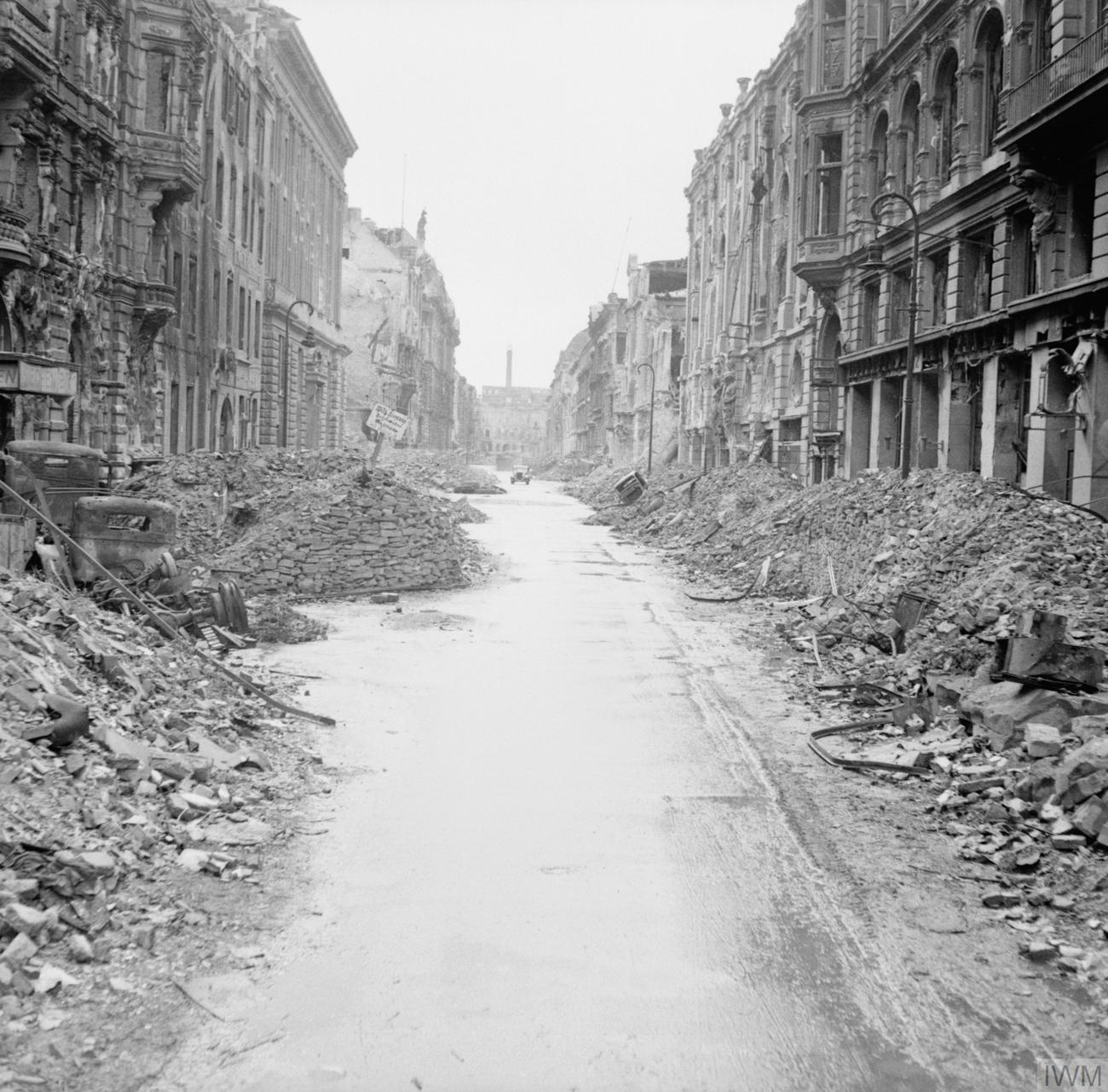
Una calle devastada en el centro de la ciudad, 3 de julio de 1945.

Así como los soviéticos habían aprendido mucho sobre la guerra urbana, también lo habían hecho los alemanes. Las Waffen-SS no utilizaron barricadas improvisadas erigidas cerca de las esquinas de las calles, ya que éstas podrían ser barridas por disparos de artillería de armas que disparaban sobre miras abiertas a lo largo de las calles rectas. En su lugar, colocaron francotiradores y ametralladoras en los pisos superiores y los techos porque los tanques soviéticos no podían elevar sus armas tan alto y, simultáneamente, pusieron a hombres armados con panzerfaust en las ventanas de las bodegas para emboscar a los tanques mientras avanzaban por las calles. Estas tácticas fueron rápidamente adoptadas por los jóvenes de Hitler y los veteranos de la Primera Guerra Mundial de las Volkssturm.
Inicialmente, los tanques soviéticos avanzaban por la mitad de las calles, pero para contrarrestar las tácticas alemanas, modificaron las suyas y comenzaron a abrazar los costados de las calles (esto permitía apoyar el fuego cruzado de los tanques a ambos lados de las vías más amplias). Los soviéticos también montaron sub-ametralladores en los tanques que atacaban cada puerta y ventana, pero esto significaba que el tanque no podía mover su torreta rápidamente. Otra solución fue confiar en los obuses pesados (152 mm y 203 mm) disparando sobre lugares abiertos para destruir edificios defendidos y usar armas antiaéreas contra los artilleros alemanes en los pisos superiores. Los grupos de combate soviéticos comenzaron a moverse de casa en casa en lugar de ir directamente por las calles. Se movieron a través de los apartamentos y los sótanos, abriendo agujeros a través de las paredes de los edificios adyacentes (haciendo un uso efectivo de los panzerfausts alemanes abandonados), mientras que otros lucharon a través de los tejados y los áticos. Estas tácticas de embrollo llevaron a los alemanes a caer en emboscadas por tanques en los flancos. Los lanzallamas y granadas demostraron ser muy efectivos, pero como la población civil de Berlín no había sido evacuada, estas tácticas inevitablemente mataron a muchos.

## Batalla

### Afuera de los suburbios
Con las etapas decisivas de la batalla en combate fuera de la ciudad, el destino de Berlín fue sellado, pero la resistencia en el interior continuó. El 23 de abril, Hitler nombró al general de artillería alemán (General der Artillerie) Helmuth Weidling comandante del Área de Defensa de Berlín. Solo un día antes, Hitler había ordenado que Weidling fuera ejecutado por un pelotón de fusilamiento. Esto se debió a un malentendido con respecto a una orden de retirada emitida por Weidling como comandante del LVI Cuerpo panzer. El 20 de abril, Weidling había sido nombrado comandante del LVI Panzer Corps. Weidling reemplazó al teniente coronel (oberstleutnant ) Ernst Kaether como comandante de Berlín. Solo un día antes, Kaether había reemplazado al teniente general (Generalleutnant) Helmuth Reymann, quien había ocupado el cargo por solo un mes.
Para el 23 de abril, algunas de las unidades de fusileros de Chuikov habían cruzado los ríos Spree y Dahme al sur de Köpenick y el 24 de abril avanzaban hacia Britz y Neukölln. Los acompañaban los tanques líderes del 1.er Ejército de Tanques de la Guardia del coronel general Mijaíl Katukov. Poco después de la medianoche, un cuerpo del 5.º Ejército de Choque del coronel general Nikolái Berzarin cruzó el Spree cerca del parque Treptow. Al amanecer del 24 de abril, el LVI Cuerpo Panzer todavía bajo el mando directo de Weidling, contraatacó, pero fue severamente aplastado por el 5.º Ejército de Choque, que pudo continuar su avance alrededor del mediodía. Mientras tanto, la primera gran sonda soviética en la ciudad se puso en funcionamiento. El 1.er Ejército de Tanques de la Guardia de Katukov atacó a través del canal Teltow. A las 06:20h comenzó un bombardeo de 3000 cañones y morteros pesados (unas asombrosas 650 piezas de artillería por kilómetro de frente). A las 07:00h, se cruzaron los primeros batallones soviéticos, seguidos por tanques alrededor de las 12:00h, poco después de que se completara el primero de los puentes de pontones. Por la tarde, el parque Treptow estaba en manos soviéticas y también habían llegado a la S-Bahn.
Mientras los combates se desarrollaban en el sureste de la ciudad, entre 320 y 330 voluntarios franceses comandados por el SS-Brigadeführer Gustav Krukenberg y organizados como Sturmbataillon (batallón de asalto) "Charlemagne" se unieron a la 11.ª División de Granaderos SS Nordland. Se trasladaron desde el campo de entrenamiento de las SS cerca de Neustrelitz al centro de Berlín a través de los suburbios del oeste, que, aparte de las barricadas a lo largo de Havel y Spree, carecían de fortificaciones o defensores. De todos los refuerzos ordenados a Berlín ese día, solo llegó este Sturmbataillon.

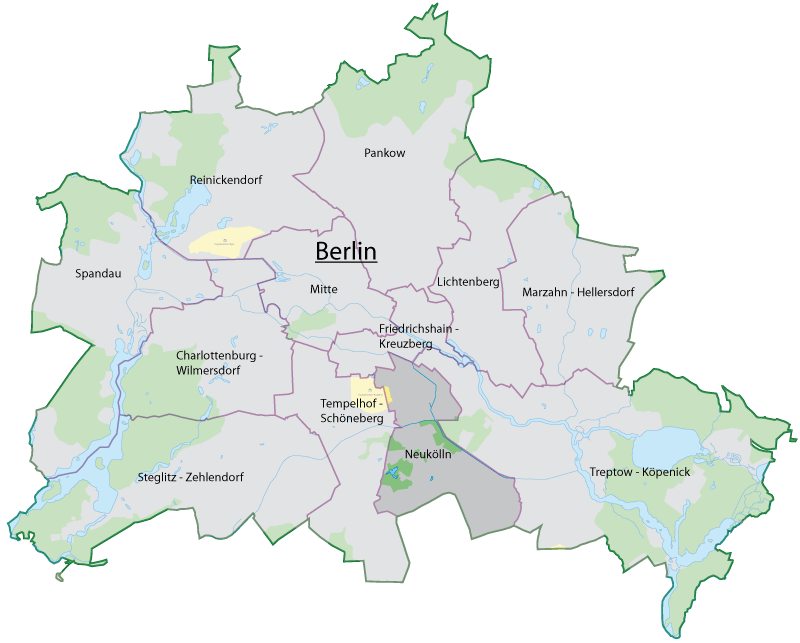
La ubicación de Neukölln

El 25 de abril, Krukenberg fue nombrado comandante del Sector de Defensa C, que incluía a la División Nordland, cuyo anterior comandante, Joachim Ziegler, fue relevado de su mando el mismo día. La llegada de los franceses de las SS reforzó la División Nordland cuyos regimientos Norge y Danmark habían sido diezmados en los combates. Justo a mediodía cuando Krukenberg llegó a su cuartel general, la última cabeza de puente alemana al sur del Canal Teltow fue abandonada. Durante la noche, Krukenberg informó al general Hans Krebs, Jefe del Estado Mayor de Oberkommando des Heeres (OKH) que dentro de las próximas 24 horas, la división Nordland tendría que volver al sector central Z (Z de Zentrum o Mitte).
Los grupos de combate soviéticos del 8.º Ejército de la Guardia y el 1.er Ejército de Tanques de la Guardia se abrieron paso a través de los suburbios del sur de Neukölln hacia el Aeropuerto de Tempelhof, que estaba ubicado justo dentro del anillo defensivo del S-Bahn. El defensor del Sector D fue la División Panzer de Müncheberg. A esta división, hasta su última docena de tanques y treinta transportes blindados de personal (APC), se les habían prometido reemplazos para las pérdidas de batalla, pero solo los rezagados y el Volkssturm estaban disponibles para llenar los rangos. Los soviéticos avanzaron con cautela, usando lanzallamas para superar posiciones defensivas. Al anochecer, los tanques soviéticos T-34 habían llegado al aeródromo, a solo seis kilómetros al sur del Führerbunker, donde fueron controlados por una dura resistencia alemana. La División de Müncheberg logró mantener la línea hasta la tarde del día siguiente, pero esta fue la última vez que pudieron frenar el avance soviético durante más de unas pocas horas.
El 26 de abril, con Neukölln fuertemente penetrado por los grupos de combate soviéticos, Krukenberg preparó posiciones de respaldo para los defensores del Sector C alrededor de Hermannplatz. Trasladó su sede al teatro de la ópera. Las dos divisiones alemanas más débiles que defendían el sureste ahora se enfrentaban a cinco ejércitos soviéticos. De este a oeste fueron: el 5.º Ejército de Choque, avanzando desde el Parque Treptow; el 8.º Ejército de la Guardia y el 1.er Ejército de Tanques de la Guardia avanzaban a través de Neukölln hacia el norte (temporalmente controlados en el aeropuerto de Tempelhof), y el 3.er Ejército de Tanques de la Guardia del coronel general Pável Rybalko (parte del 1.er Frente Ucraniano de Konev) avanzando desde Mariendorf. Cuando la División Nordland retrocedió hacia Hermannplatz, las SS francesas y cien soldados de las Juventudes Hitlerianas unidas a su grupo destruyeron catorce tanques soviéticos con panzerfausts; una posición de ametralladora en el puente Halensee logró sostener cualquier avance soviético en esa área durante 48 horas. La tanques restantes de los Nordland, ocho tanques Tiger y varios cañones de asalto, recibieron la orden de tomar posiciones en la zona del Tiergarten, porque aunque las dos divisiones del LVI Cuerpo Panzer de Weidling podrían frenar el avance soviético, no pudieron detenerlo. SS- Oberscharführer Schmidt recordó: 

Me asignaron como líder de pelotón de una 'compañía menguada' que incluía un equipo de voluntarios húngaros, hombres del Volkssturm, Hitlerjugend, así como miembros del [ejército] de Heer... Diariamente, los rusos avanzaron más cerca del barrio del gobierno, que debíamos defender. Se hizo cada vez más difícil mantener la línea en todas las circunstancias...

Hitler convocó al mariscal de campo Robert von Greim de Múnich a Berlín para asumir el mando de la Fuerza Aérea Alemana (Luftwaffe) de Hermann Göring Mientras sobrevolaba Berlín en un Fieseler Storch, von Greim resultó gravemente herido por el fuego antiaéreo soviético. Hanna Reitsch, su amante y piloto de pruebas, aterrizaron en una pista de aterrizaje improvisada en el Tiergarten cerca de la Puerta de Brandeburgo.
En el aeropuerto de Tempelhof, las baterías antiaéreas dispararon directamente contra los tanques soviéticos que avanzaban hasta que fueron superados. Al día siguiente, 27 de abril, unas 2000 mujeres alemanas fueron reclutadas y se les ordenó que ayudaran a limpiar los escombros del Aeropuerto de Tempelhof para que la Fuerza Aérea Soviética pudiera comenzar a usarlo. El mariscal Zhukov nombró al coronel general Nikolái Berzarín para comenzar a organizar la administración civil alemana en las áreas que habían capturado. Bürgermeisters, como los directores de las empresas de servicios públicos de Berlín, que fueron convocados a comparecer ante el personal de Berzarin.

### Suburbios interiores
Cuando los ejércitos soviéticos del 1.er Frente bielorruso y el 1.er Frente ucraniano se reunieron en el centro de la ciudad, hubo muchos incidentes accidentales de «fuego amigo» que involucraban bombardeos de artillería porque los aviones de observación y la artillería de los diferentes frentes soviéticos no estaban coordinados y con frecuencia confundía grupos de asalto en otros ejércitos como tropas enemigas. De hecho, la rivalidad entre los ejércitos soviéticos para capturar el centro de la ciudad se estaba volviendo intensa. Un comandante del 1.er Frente ucraniano bromeó con humor lacónico: 

Ahora no debemos temerle al enemigo, sino a nuestro vecino... No hay nada más deprimente en Berlín que enterarte sobre los éxitos de tu vecino.

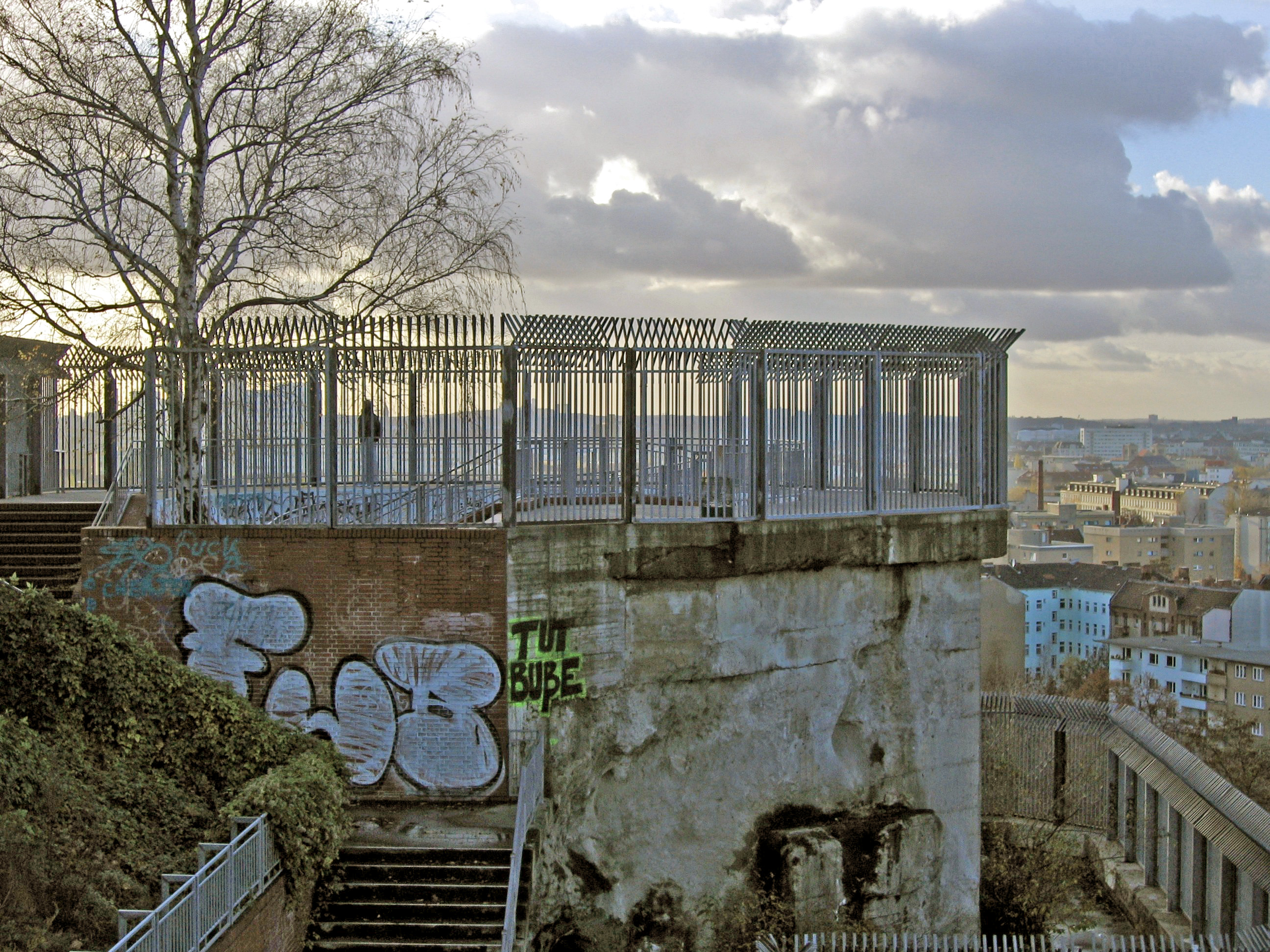
Humboldthain Flak Tower en 2004

Beevor ha sugerido que la rivalidad fue más allá que solo bromas y dijo que Chuikov ordenó deliberadamente el flanco izquierdo del 8.º Ejército de Guardias (del 1.er Frente Bielorruso) pasar a través del frente del 3.er Ejército de Tanques de Guardia (del 1.er Frente Ucraniano), bloqueando su camino directo al Reichstag. Como Chuikov no informó a Pável Rybalko, comandante del 3.er Ejército de Tanques de la Guardia, que el octavo estaba haciendo esto, las tropas ordenadas para llevar a cabo esta maniobra sufrieron bajas desproporcionadas por fuego amigo.
En el sudoeste, el 3.er Ejército de Tanques de la Guardia de Rybalko, apoyado por el 28.º Ejército del geniente general Luchinski, avanzaba a través del parque arbolado y los suburbios de Grunewald, atacando lo que quedaba de la XVIII División Panzergrenadier en su flanco este y entrando a Charlottenburg. En el sur, el 8° Ejército de Chuikov y el 1.er Ejército de Tanques de la Guardia de Katukov cruzaron el Canal Landwehr el 27 de abril, el último gran obstáculo entre ellos y el Führerbunker junto a la Cancillería del Reich a menos de dos kilómetros de distancia. En el sureste, el 5.º Ejército de Choque de Berzarin había pasado por alto la torre antiaérea de Friedrichshain y ahora estaba entre Frankfurter Allee y la orilla sur del Spree, donde luchaba su IX Cuerpo.
Para el 27 de abril, los Ejércitos soviéticos habían penetrado el anillo defensivo exterior del S-Bahn alemán desde todas las direcciones. Los alemanes habían sido forzados a retroceder a una bolsa de unos veinticinco kilómetros de largo de oeste a este y unos tres kilómetros (uno y medio) de ancho en su parte más angosta, justo al oeste del centro de la ciudad vieja, cerca del Tiergarten. En el noroeste, el 47.º Ejército del teniente general Franz Perjorovich ahora se acercaba a Spandau, y también estaba muy involucrado en una batalla para capturar el aeródromo de Gatow, que estaba defendido por los cadetes de la Volkssturm y la Luftwaffe usando el temido antiaéreo 88 mm en su función antitanque. En el norte, el 2.º Ejército de Tanques de la Guardia del coronel general Semión Bogdánov estaba empantanado justo al sur de Siemensstadt. El 3.er Ejército de Choque del coronel general Vasili Kuznetsov había pasado por alto la torre antiaérea Humboldthain (dejándola a las fuerzas de seguimiento), y había alcanzado el norte del Tiergarten y Prenzlauerberg.
En la mañana del 27 de abril, los soviéticos continuaron el asalto con un fuerte bombardeo en el interior de la ciudad. El 8.º Ejército de la Guardia y el 1.er Ejército de Tanques de la Guardia recibieron la orden de tomar Belle-Alliance-Platz (Belle-Alliance es un nombre alternativo para la Batalla de Waterloo) que en un giro de la historia fue defendida por los soldados franceses de las SS de Sturmbataillon "Charlemagne" adscrito a la División Nordland. Esa noche, Weidling le dio un informe de la situación de la batalla a Hitler, y le presentó un plan detallado de escape que estaría encabezado con poco menos de cuarenta tanques (todos los tanques alemanes listos para el combate disponibles en Berlín). Hitler rechazó el plan, diciendo que se quedaría en el búnker y que Weidling continuaría con la defensa.
En el sector Z (centro), la sede divisional de Krukenberg Nordland era ahora un vagón en la estación U-Bahn Stadtmitte. La división mecanizada Nordland se redujo a cuatro APC soviéticos capturados y dos semiorugas, por lo que el arma principal de Kruneberg era ahora el panzerfaust, que se usaba para batallas cercanas tanto contra los blindados soviéticos como en los combates casa a casa contra los grupos de combate soviéticos.
Al amanecer del 28 de abril, las divisiones juveniles Clausewitz, Scharnhorst y Theodor Körner atacaron desde el suroeste en dirección a Berlín. Formaban parte del XX Cuerpo de Wenck y estaban formados por hombres de las escuelas de entrenamiento de oficiales, lo que los convirtió en las mejores unidades que los alemanes habían dejado. Cubrieron una distancia de unos 24 kilómetros, antes de ser detenidos en la punta del lago Schwielow al suroeste de Potsdam y todavía a 32 kilómetros de Berlín. En la tarde del 28 de abril, la BBC transmitió un informe de noticias de Reuters sobre los intentos de negociación de Heinrich Himmler con los aliados occidentales a través del conde Folke Bernadotte en Luebeck. Al ser informado, Hitler se enfureció y les dijo a los que todavía estaban con él en el complejo del búnker que el acto de Himmler fue la peor traición que había conocido. Por lo que ordenó a von Greim y Reitsch volar al cuartel general de Karl Dönitz en Ploen y arrestar al «traidor» Himmler.
Para el 28 de abril, la División de Müncheberg había regresado a la estación de tren de Anhalter a menos de un kilómetro al sur del Führerbunker. Para frenar a los soviéticos que avanzaban, supuestamente por orden de Hitler, los mamparos bajo el Canal Landwehr fueron volados. Lo cual provocó pánico en los túneles de U-Bahn debajo de la estación de tren Anhalter en la que algunos refigiados fueron pisoteados hasta la muerte. Pero el nivel del agua solo aumentó repentinamente en aproximadamente un metro y después de eso, mucho más lentamente. Inicialmente, se pensó que muchos miles se habían ahogado, pero cuando se bombearon los túneles en octubre de 1945, se descubrió que la mayoría de los cuerpos eran de personas que habían muerto por sus heridas, no por ahogamiento. En cualquier caso, los soviéticos continuaron su avance con tres T-34, llegando hasta la estación de Wilhelmstrasse U-Bahn antes de ser emboscados y detenidos por los franceses de la División Nordland.
Durante los días 27 y 28 de abril, se ordenó a la mayoría de las formaciones del 1.er Frente Ucraniano de Konev que participaban en la Batalla de Berlín que se retiraran y se dirigieran al sur para participar en la Ofensiva de Praga (la última gran ofensiva del teatro europeo). Esto no mitigó su resentimiento al negársele el honor de capturar el centro de Berlín, pero dejó al 1.er Frente bielorruso bajo el mariscal Zhukov para reclamar ese honor solo.
Para el 28 de abril, los alemanes estaban ahora reducidos a una franja menor a cinco kilómetros ancho y quince de longitud, desde Alexanderplatz en el este hasta Charlottenburg y el área alrededor del Estadio Olímpico (Reichssportfeld) en el oeste. En general, los soviéticos evitaron abrirse camino en túneles y búnkeres (de los cuales había unos 1000 en el área de Berlín); en cambio, los sellaron y continuaron el avance. Sin embargo, a un poco más de un kilómetro al norte del Reichstag el 3.er Ejército de Choque usó armas pesadas a quemarropa para abrir un agujero en las paredes de la prisión de Moabit; después de que se hizo una brecha y asaltaron la prisión, la guarnición allí se rindió rápidamente. El 3.er Ejército de Choque estuvo a la vista de la Columna de la Victoria en el Tiergarten y durante la tarde avanzó hacia el puente Moltke sobre el Spree, justo al norte del Ministerio del Interior y a unos 600 m del Reichstag. Las cargas de demolición alemanas dañaron el puente de Moltke pero lo dejaron todavía utilizable para la infantería. Al caer la noche y bajo un intenso bombardeo de artillería, las primeras tropas soviéticas cruzaron el puente. Para la medianoche, las 150.º y 171.º divisiones de fusileros soviéticas habían asegurado la cabeza de puente contra cualquier contraataque que los alemanes pudieran reunir.

### Centro
El 28 de abril, Krebs hizo su última llamada telefónica desde el Führerbunker. Llamó al mariscal de campo Wilhelm Keitel, jefe del OKW (alto mando de las fuerzas armadas alemanas), en Fürstenberg. Krebs le dijo a Keitel que, si el alivio no llegaba dentro de las 48 horas, todo se perdería. Keitel prometió ejercer la mayor presión sobre los generales Walther Wenck, comandante del 12.º Ejército, y Theodor Busse, comandante del 9.º Ejército. Mientras tanto, Martin Bormann envió un cable al almirante alemán Dönitz: [la] «Reich Chancellery (Reichskanzlei) [es] un montón de escombros». Continuó diciendo que la prensa extranjera estaba reportando nuevos actos de traición y que «sin excepción Schörner, Wenck y los demás deben dar testimonio de su lealtad por el alivio del Führer». Bormann era el jefe de la Cancillería del Partido Nazi (Parteikanzlei) y el secretario privado de Hitler.
Durante la noche, Von Greim y Reitsch volaron desde Berlín en un Arado Ar 96 de entrenamiento. Von Greim recibió la orden de que la Luftwaffe atacara a las fuerzas soviéticas que acababan de llegar a Potsdamerplatz y se asegurara de que Himmler fuera castigado. Temiendo que Hitler escapara en el avión, las tropas del 3.er Ejército de Choque soviético, que se abrían paso a través del Tiergarten desde el norte, intentaron derribar al Arado. Las tropas soviéticas fallaron en sus esfuerzos y el avión despegó con éxito.
Durante la noche del 28 de abril, Wenck informó a Keitel que su 12.º Ejército había sido obligado a retroceder a lo largo de todo el frente. Esto era particularmente cierto en el caso del XX Cuerpo que había podido establecer contacto temporal con la guarnición de Potsdam. Según Wenck, ya no era posible ningún alivio para Berlín por parte de su ejército. Esto fue aún más debido a que ya no se podía esperar el apoyo del 9.º Ejército. Keitel le dio permiso a Wenck para interrumpir su intento de relevar a Berlín.
A las 04:00h del 29 de abril, en el Führerbunker, el general Wilhelm Burgdorf, Goebbels, Krebs y Bormann fueron testigos y firmaron la última voluntad y testimonio de Adolf Hitler. Hitler le dictó el documento a Traudl Junge, poco después de haberse casado con Eva Braun.

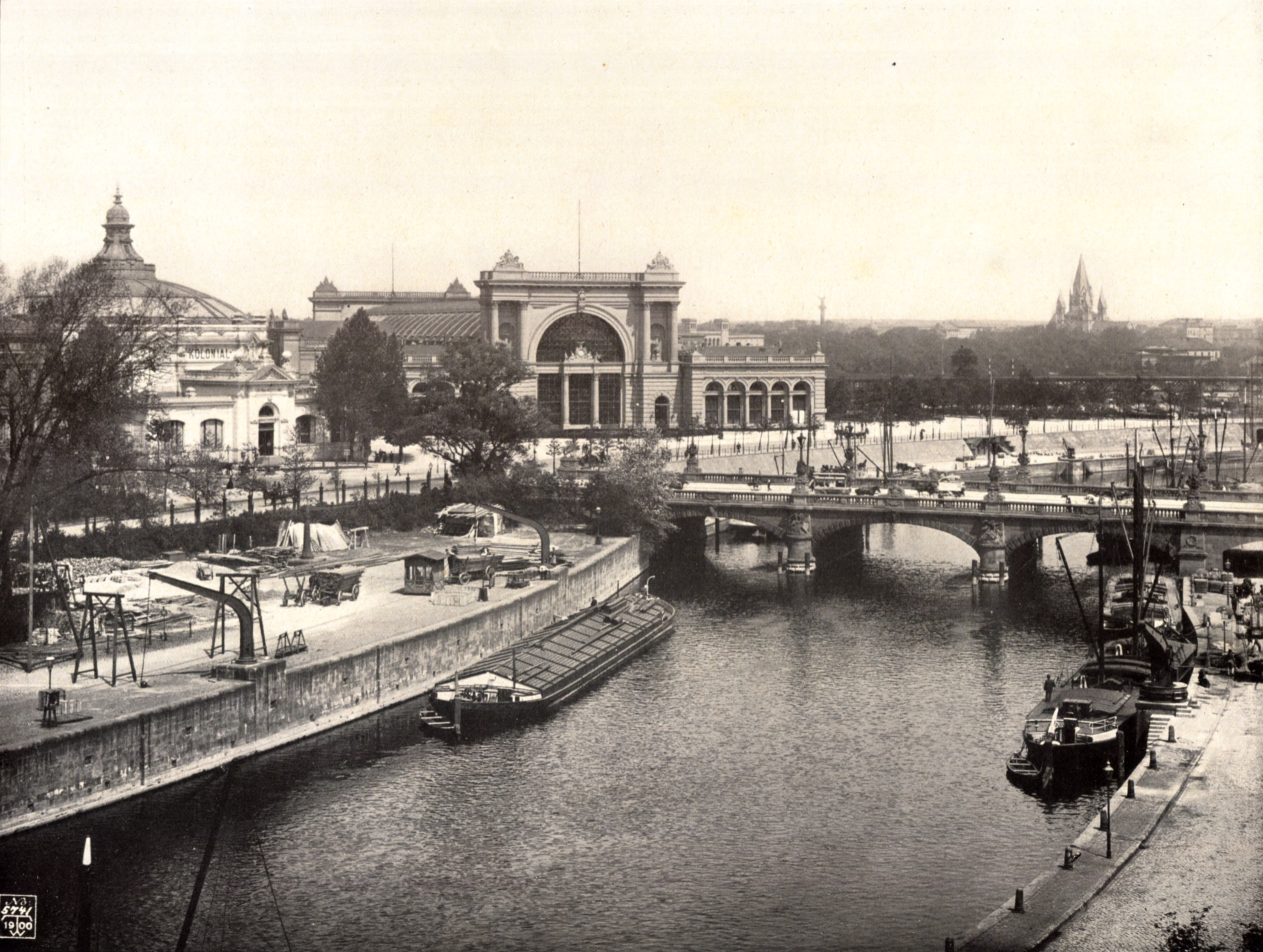
El puente de Moltke hacia 1900.

Después de que el 2.º Frente Bielorruso de Rokossovski se separara de su cabeza de puente, el Generaloberst Gotthard Heinrici desobedeció las órdenes directas de Hitler y permitió que von Manteuffel solicitara el retiro general del 3.º Ejército Panzer. Para el 29 de abril, el personal del cuartel general del Grupo de Ejércitos Vistula ya no podía ponerse en contacto con el 9.º Ejército, por lo que el personal de Heinrici no podía hacer mucho más de coordinación. Como Heinrici había desobedecido una orden directa de Hitler (al permitir que von Manteuffel se retirara), fue relevado de su puesto. Sin embargo, von Manteuffel rechazó la solicitud de Keitel de que se hiciera cargo y, aunque recibió la orden de informar a la sede de Oberkommando der Wehrmacht (Alto mando de las Fuerzas Armadas o OKW), Heinrici se desmayó y nunca llegó. Más tarde, Keitel recordó el incidente en sus memorias y dijo que el mando pasó al comandante superior del 21.º Ejército, el general Kurt von Tippelskirch. Otras fuentes afirman que el nombramiento de von Tippelskirch fue temporal y solo hasta la llegada del Generaloberst Kurt Student, pero fue capturado por los británicos y nunca llegó. Ya sea que von Tippelskirch o Student o ambos tomaran el mando, el rápido deterioro de la situación que enfrentaban los alemanes significaba que la coordinación de los ejércitos bajo el mando nominal del Grupo de Ejércitos Vístula durante los últimos días de la guerra era de poca importancia.
En las primeras horas del 29 de abril, las 150.º y 171.º divisiones de fusileros comenzaron a expandirse desde la cabeza de puente de Moltke hacia las calles y edificios circundantes. Inicialmente, los soviéticos no pudieron adelantar la artillería, ya que los ingenieros de combate no habían tenido tiempo de fortalecer el puente o construir una alternativa. El único tipo de armamento pesado disponible para las tropas de asalto eran los cohetes Katiusha individuales atados a secciones cortas de líneas ferroviarias. La 150.º División de Fusileros del mayor general Vasili Shatilov tuvo una lucha particularmente dura, capturando el edificio del Ministerio del Interior, fuertemente fortificado. Al carecer de artillería, los hombres tuvieron que limpiarla habitación por habitación con granadas y ametralladoras.
En el sureste, al amanecer del 29 de abril, la 301.ª División de Fusileros del coronel Antonov continuó con su asalto. Después de una lucha muy intensa, la formación logró capturar el cuartel general de la Gestapo en Prinz-Albrecht-Strasse, pero un contraataque de las Waffen SS obligó a los regimientos de la división a retirarse de la estructura. Quedaron confinados al edificio siete presos que habían sido salvados en la masacre de otros prisioneros el 23 de abril. Al 8.º Ejército de guardias de Chuikov, al sudoeste, atacó al norte a través del canal Landwehr hacia el Tiergarten.
La División Nordland estaba ahora bajo el mando central de Mohnke. Los franceses de Nordland habían demostrado ser particularmente buenos en la destrucción de tanques, de los 108 tanques soviéticos eliminados en el distrito central, que representaban aproximadamente la mitad de ellos. Esa tarde fueron entregadas las dos últimas Cruces de Caballeros del Tercer Reich; uno fue para el francés Eugéne Vaulôt quien había destruido personalmente ocho tanques, el otro fue otorgado al SS- Sturmbannführer Friedrich Herzig, el comandante del schwere Panzerabteilung 503. Otros dos hombres recibieron condecoraciones menos prestigiosas por destruir cinco tanques cada uno.
Durante la tarde del 29 de abril, en la sede de Weidling en Bendlerblock, ahora a pocos metros de la línea del frente, Weidling discutió con sus comandantes de división, la posibilidad de escapar hacia el sudoeste para unirse al XII Ejército, cuya punta de lanza había llegado a la aldea de Ferch en Brandeburgo, a orillas del Schwielowsee, cerca de Potsdam. La ruptura estaba prevista para comenzar la noche siguiente a las 22:00h. A última hora de la tarde, Krebs se comunicó por radio con el Generaloberst Alfred Jodl (Alto mando de las Fuerzas Armadas o OKW): 

Solicito un informe inmediato. Primero, sobre el paradero de las puntas de lanza de Wenck. Segundo tiempo para atacar. Tercero, la ubicación del 12.º Ejército. En cuarto lugar, el lugar preciso en el que se abrirá paso el 9.º Ejército. En quinto lugar, el paradero de la punta de lanza del general Rudolf Holste.

En la madrugada del 30 de abril, Jodl respondió a Krebs: 

En primer lugar, la punta de lanza de Wenck se empantanó al sur del lago Schwielow. En segundo lugar, el 12.º Ejército, por lo tanto, no pudo continuar atacando Berlín. En tercer lugar, la mayor parte del Ejército 9.º rodeado. El cuerpo de Holste a la defensiva.

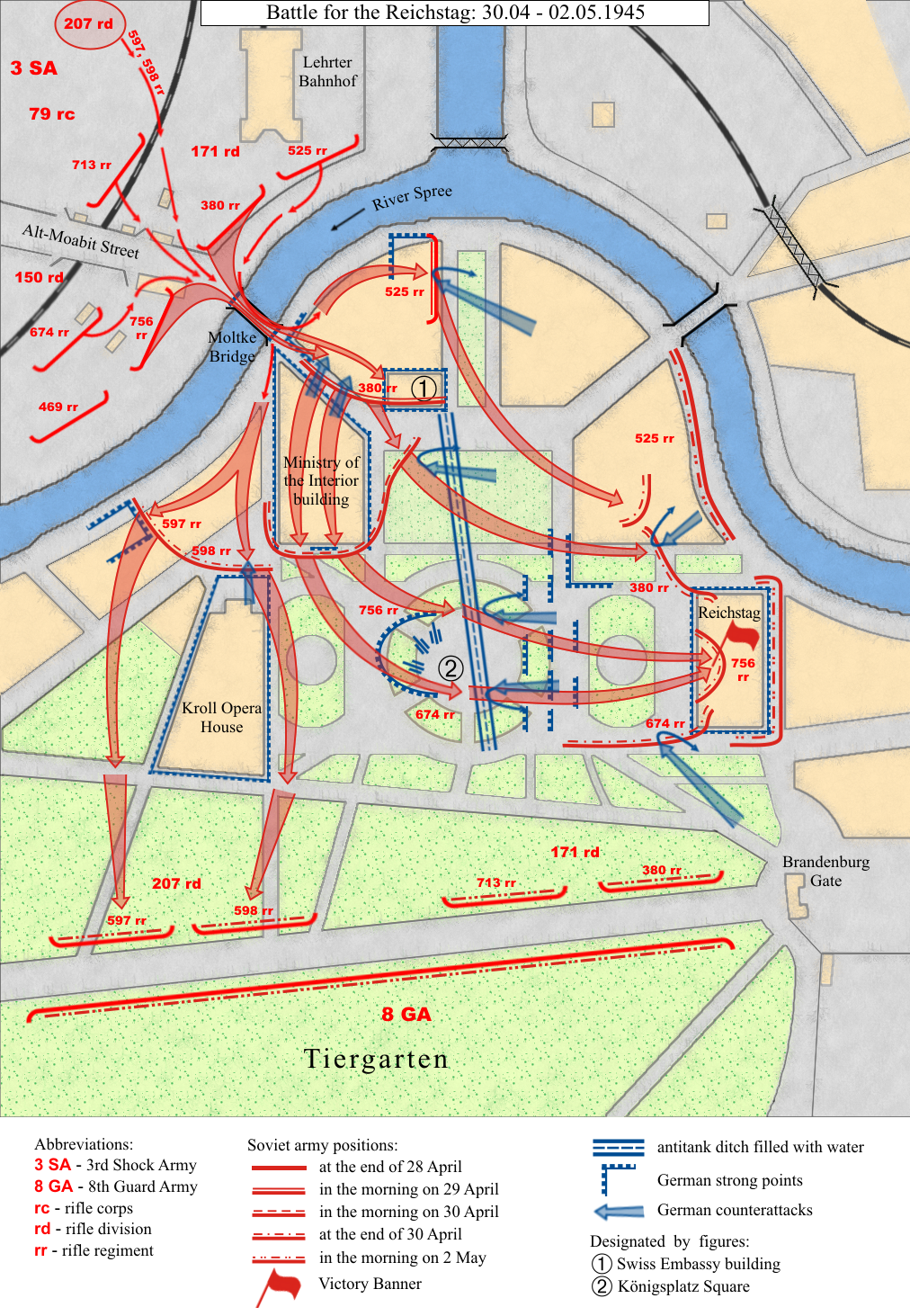
Batalla por el Reichstag

Para entonces, varias unidades polacas más pequeñas ya habían participado en la batalla en Berlín (como la 1.ª Brigada Polaca de Morteros Motorizados, el 6.º Batallón Pontón Polaco Motorizado y la 2.ª Brigada de Obuses Polaca) las fuerzas soviéticas al carecer de apoyo de infantería, y las unidades blindadas, sin apoyo de infantería, estaban sufriendo grandes bajas. A partir del 30 de abril, las fuerzas soviéticas se unieron a la 1.º División de Infantería polaca Tadeusz Kościuszko después de una solicitud del comando soviético para refuerzos de infantería. Originalmente, un regimiento de infantería era el apoyo del 1.er Cuerpo Mecanizado, y dos, del 12.º Cuerpo de Tanques de Guardias; al contrario del plan original, dos regimientos (1.º y 2.º) terminaron apoyando al 1.er Cuerpo, y solo uno (3.º) al 12.º Cuerpo. El tercer Regimiento de Infantería polaco operaba con la 66.ª Brigada de Tanques de la Guardia del 12.º Cuerpo de Tanques de la Guardia. El 1.er Regimiento de Infantería Polaco se dividió en "equipos de combate" que apoyaban a las 19.º y 35.º brigadas mecanizadas con el 2.º Regimiento de Infantería polaca que apoyaba a la 219.º Brigada de Tanques; todas unidades del 150.º y 171.º Cuerpo Mecanizado Soviético. Al llegar, las fuerzas polacas encontraron que las unidades soviéticas habían sufrido pérdidas tremendas; las 19.º y 35.º brigadas mecanizadas sufrieron más del 90 % de bajas, y por lo tanto el 1.er Regimiento de Infantería polaco originalmente asignado para apoyarlas tuvo que, en efecto, asumir sus tareas. La 66.ª brigada de tanques de la Guardia del duodécimo cuerpo que recibió el 3.er Regimiento de infantería polaco para apoyo también sufrió grandes pérdidas, ya que ha perdido 82 tanques debido a la insuficiente cobertura de infantería.

#### Batalla por el Reichstag
A las 06:00h del 30 de abril, la 150.º División de Fusileros aún no había capturado los pisos superiores del Ministerio del Interior, pero mientras continuaban los combates, la 150.ª lanzó un ataque desde allí a través de los 400 m de Königsplatz hacia el Reichstag. Para los soviéticos, el Reichstag era el símbolo del Tercer Reich (irónicamente, los nazis nunca lo restauraron después del incendio); pero tenía un valor tan significativo que los soviéticos querían capturarlo antes del desfile del Primero de Mayo en Moscú. El asalto no fue fácil. Los alemanes habían cavado una complicada red de trincheras alrededor del edificio y un túnel colapsado se había llenado con agua del Spree formando un foso a través de Königsplatz. El asalto inicial de infantería fue diezmado por fuego cruzado desde el Reichstag y la Ópera Kroll en el lado occidental de Königsplatz. A estas alturas, el Spree se había tendido un puente y los soviéticos podían traer tanques y artillería para apoyar nuevos asaltos de la infantería, algunos de los cuales tenían la tarea de flanquear la Casa de la Ópera y atacarla desde el noroeste. A las 10:00 los soldados de la 150.a habían llegado al foso, pero dispararon con precisión con cañones 12,8 cm FlaK 40, a dos kilómetros de distancia, en la torre antiaérea del zoológico de Berlín, impidieron cualquier avance exitoso a través del foso durante el día. A lo largo del resto del día, como noventa piezas de artillería, algunas tan grandes como los obús 203 mm, así como los lanzadores de cohetes Katiusha, bombardearon el Reichstag y sus trincheras defensivas. La 171.º División de Fusileros del coronel Negoda, en el flanco izquierdo de la 150.º, continuó capturando los edificios del barrio diplomático al norte de Königsplatz.
Cuando el perímetro se redujo y los defensores sobrevivientes volvieron a caer en el centro, se concentraron. A estas alturas, había unos 10 000 soldados en el centro de la ciudad, que estaban siendo atacados por todos lados. Uno de los otros ejes principales fue a lo largo de Wilhelmstrasse, en el que se encontraba el Ministerio del Aire, que estaba construido con hormigón armado. Fue atacado por grandes concentraciones de artillería soviética. Los escasos tanques Tiger alemanes restantes del batallón Hermann von Salza tomaron posiciones en el este del Tiergarten para defender el centro contra el 3.er Ejército de Choque (que, aunque estaba fuertemente comprometido alrededor del Reichstag, también flanqueaba el área avanzando por el norte de Tiergarten) y el 8.º Ejército de Guardias que avazaba por el sur del Tiergarten. Estas fuerzas soviéticas habían cortado de manera efectiva el área en forma de salchicha que los alemanes tenían a la mitad y habían hecho que una fuga hacia el oeste de las tropas alemanas en el centro mucho más difícil.

Durante la mañana, Mohnke informó a Hitler que el centro podría aguantar menos de dos días. Más tarde esa mañana, Weidling informó a Hitler en persona que los defensores probablemente agotarían sus municiones esa noche y nuevamente le pidieron permiso a Hitler para escapar. Alrededor de las 13:00h, Weidling, quien estaba de vuelta en su cuartel general en Bendlerblock, finalmente recibió el permiso de Hitler para intentar una ruptura. Durante la tarde, Hitler se suicidó y Braun tomó cianuro. De acuerdo con las instrucciones de Hitler, los cuerpos fueron quemados en el jardín de la Cancillería del Reich. De acuerdo con la última voluntad y testamento de Hitler, Joseph Goebbels, Ministro de Iluminación Pública y Propaganda, se convirtió en el nuevo "Jefe de Gobierno" y Canciller de Alemania (Reichskanzler). A las 3:15 a. m., Reichskanzler Goebbels y Bormann enviaron un mensaje de radio al almirante Karl Dönitz informándole de la muerte de Hitler. Según los últimos deseos de Hitler, Dönitz fue nombrado nuevo «Presidente de Alemania» (Reichspräsident).

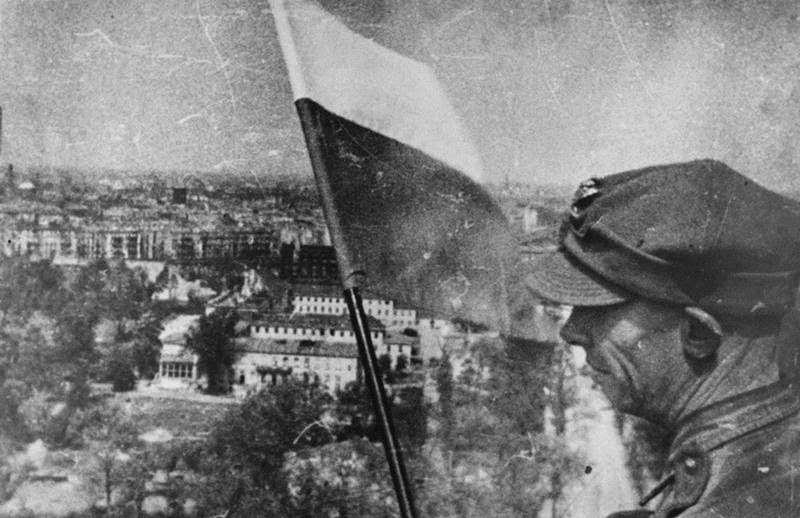
Bandera polaca levantada en la cima de la Columna de la Victoria de Berlín el 2 de mayo de 1945

A partir de las 16:00h del 30 de abril, el 1.er Batallón del 1.er Regimiento polaco (asignado al sector de la 35.º Brigada Mecanizada) comenzó un asalto en una barricada en Pestalozzistrasse, un obstáculo importante que hizo que los ataques de tanques anteriores en esa dirección fueran suicidas. Los segundo y tercero regimientos polacos despejaron el camino a través de las barricadas en Goethestrasse y Schillerstrasse para los tanques de la 19.º Brigada soviética.
Debido al humo, el atardecer llegó temprano al centro de Berlín. A las 18:00h, mientras Weidling y su personal finalizaron sus planes de escape en Bendlerblock, tres regimientos de la 150.º División de fusileros soviéticos, al amparo de un bombardeo de artillería pesada y estrechamente apoyados por tanques, atacaron el Reichstag. Todas las ventanas estaban tapiadas, pero los soldados lograron forzar las puertas principales y entraron en el vestíbulo principal. La guarnición alemana, de unos 1000 defensores (una mezcla de marineros, SS y Juventudes Hitlerianas) disparó contra los soviéticos desde arriba, convirtiendo la sala principal en un campo de matanza de estilo medieval. Sufriendo muchas bajas, los soviéticos llegaron más allá de la sala principal y comenzaron a abrirse camino a través del edificio. El incendio y el posterior daño durante la guerra habían convertido el interior del edificio en un laberinto de escombros y escombros entre los cuales estaban fuertemente excavados los defensores alemanes. La infantería soviética se vio obligada a desalojarlos. Se produjo una feroz lucha de habitación por habitación.

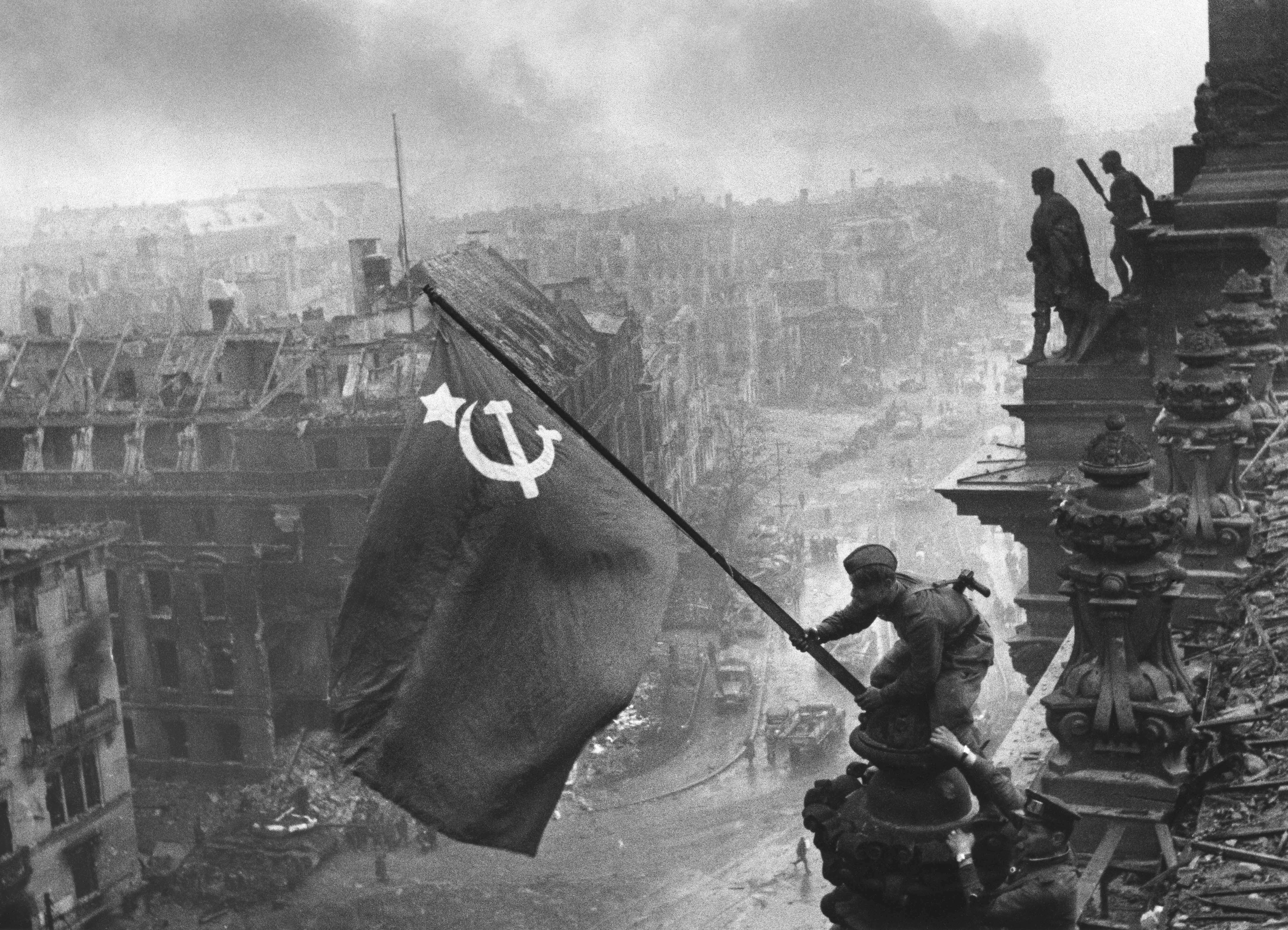
Fotografía "Izando una bandera sobre el Reichstag" de Evguéni Jaldéi.

Cuando el Primero de Mayo se acercaba, las tropas soviéticas alcanzaron el techo, pero los combates continuaron dentro. Moscú afirmó que izaron la Bandera Roja en la parte superior del Reichstag a las 22:50h, sin embargo, Beevor señala que esto puede haber sido una exageración, ya que «la propaganda soviética estaba relacionada con la idea de que el Reichstag fuera capturado el 1 de mayo». Cualquiera que sea la verdad, la lucha continuó ya que todavía había un gran contingente de soldados alemanes en el sótano. Los alemanes estaban bien equipados con comida y municiones y lanzaron contraataques contra el Ejército Rojo, lo que llevó a una lucha cerrada en el Reichstag y sus alrededores. El combate cuerpo a cuerpo se prolongó durante toda la noche y el día siguiente del 1 de mayo, hasta la noche en que algunas tropas alemanas salieron del edificio y cruzaron la estación de S-Bahn de Friedrichstraße, donde se trasladaron a las ruinas horas antes del quiebre principal el Spree. Cerca de 300 de los últimos combatientes alemanes se rindieron. Otros 200 defensores murieron y otros 500 ya estaban fuera de combate, heridos en el sótano, muchos antes de que comenzara el asalto final.

### Captura de Charlottenburg
La barricada en Pestalozzistrasse se tomó la mañana del 1 de mayo, lo que permitió a los tanques soviéticos de la 34.ª Brigada avanzar y restablecer el contacto con la 19.ª Brigada Mecanizada apoyada por el 2.º y 3.er Batallón del 1.er Regimiento, que empujó las barricadas en Goethestrasse. y Schillerstrasse. Además, se tomaron posiciones alemanas fuertemente fortificadas dentro y alrededor de la iglesia en Karl August-Platz, lo que permitió a las unidades polacas y soviéticas avanzar a lo largo de la Goethestrasse y Schillerstrasse. Mientras tanto, el 2.º Regimiento polaco, con su propio apoyo de artillería, tomó el Instituto de Tecnología de Berlín que estaba situado en el triángulo entre Charlottenburgerstrasse, Hardenbergstrasse y Jebenstrasse. Con el apoyo del 3.er Regimiento de Infantería de Polonia, la 66.ª Brigada de Tanques de la Guardia Soviética (que tenía solo 15 tanques) atravesó Franklinstrasse y avanzó hacia la estación Berlín-Tiergarten. El bastión de la estación Tiergarten (S-Bahn) fue luego asegurado por el 3.er Regimiento de Infantería. A partir de entonces, las unidades polacas y soviéticas tomaron el control de la estación Zoologischer Garten y la línea ferroviaria entre ellas. Por estas acciones, el Ejército Rojo había atravesado la línea de defensa del oeste de Berlín central.

### Fin de la batalla

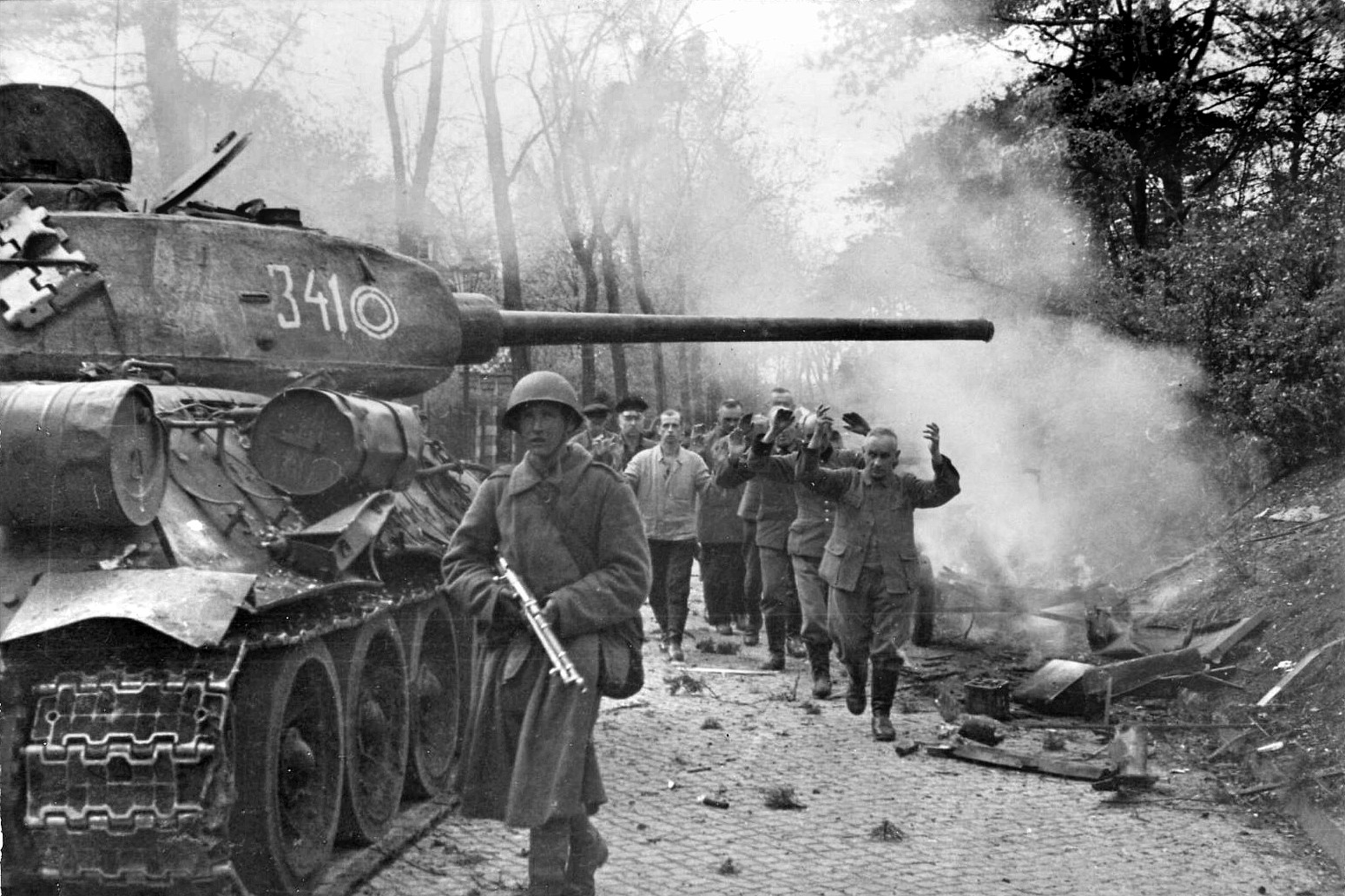
Tanque T-34 del 7.º Cuerpo de Tanques de la Guardia y varios prisioneros del Volkssturm en las calles de Berlín

Alrededor de las 4:00 del 1 de mayo, Krebs habló con Chuikov, comandante del 8.º Ejército de Guardias soviético. Krebs regresó con las manos vacías después de negarse a aceptar una rendición incondicional. Solo el Reichskanzler Goebbels ahora tenía la autoridad para aceptar una rendición incondicional. A última hora de la tarde, Goebbels había envenenado a sus hijos. Aproximadamente a las 20:00, Goebbels y su esposa, Magda, abandonaron el búnker y se acercaron a la entrada en una ampolla de cianuro, y se dispararon a sí mismos al mismo tiempo o recibieron un golpe de gracia inmediatamente después por el guardia de las SS encargado para disponer de sus cuerpos. Como lo prometieron los soviéticos, a las 10:45 del 1 de mayo desataron un "huracán de fuego" en las posiciones alemanas en el centro para obligarlos a rendirse incondicionalmente.
Durante un breve período después del suicidio de Hitler, Goebbels fue el Reichskanzler de Alemania. El 1 de mayo, después del suicidio de Goebbels, por un período igualmente breve, el almirante Karl Dönitz del Reichspräsident designó a Ludwig von Krosigk como Reichskanzler. La sede del gobierno de Dönitz estaba ubicada alrededor de Flensburg, junto con Mürwik, cerca de la frontera danesa. En consecuencia, la administración de Dönitz fue referida como el gobierno de Flensburg.
Los comandantes de dos formidables fortalezas de Berlín acordaron rendirse a los soviéticos, evitando así a ambos lados las pérdidas involucradas en nuevos bombardeos y asaltos. El comandante de la torre antiaérea del zoológico (que había demostrado ser impenetrable a los impactos directos de obuses de 203 mm) recibió el pedido de rendición el 30 de abril; después de un largo retraso, el 1 de mayo se envió un mensaje a los soviéticos informándoles que la guarnición se rendiría a los soviéticos a medianoche. La razón del retraso fue porque la guarnición tenía la intención de unirse en el intento de una ruptura. La otra fortaleza era el diseño de Spandau Citadel of Trace italienne que, aunque tenía varios cientos de años, presentaba una estructura difícil de asaltar. Después de las negociaciones, el comandante de la ciudadela se rindió ante el 47.º Ejército del teniente general Franz Perjorovich justo después de las 15:00h del 1 de mayo.

#### Intentos de fuga

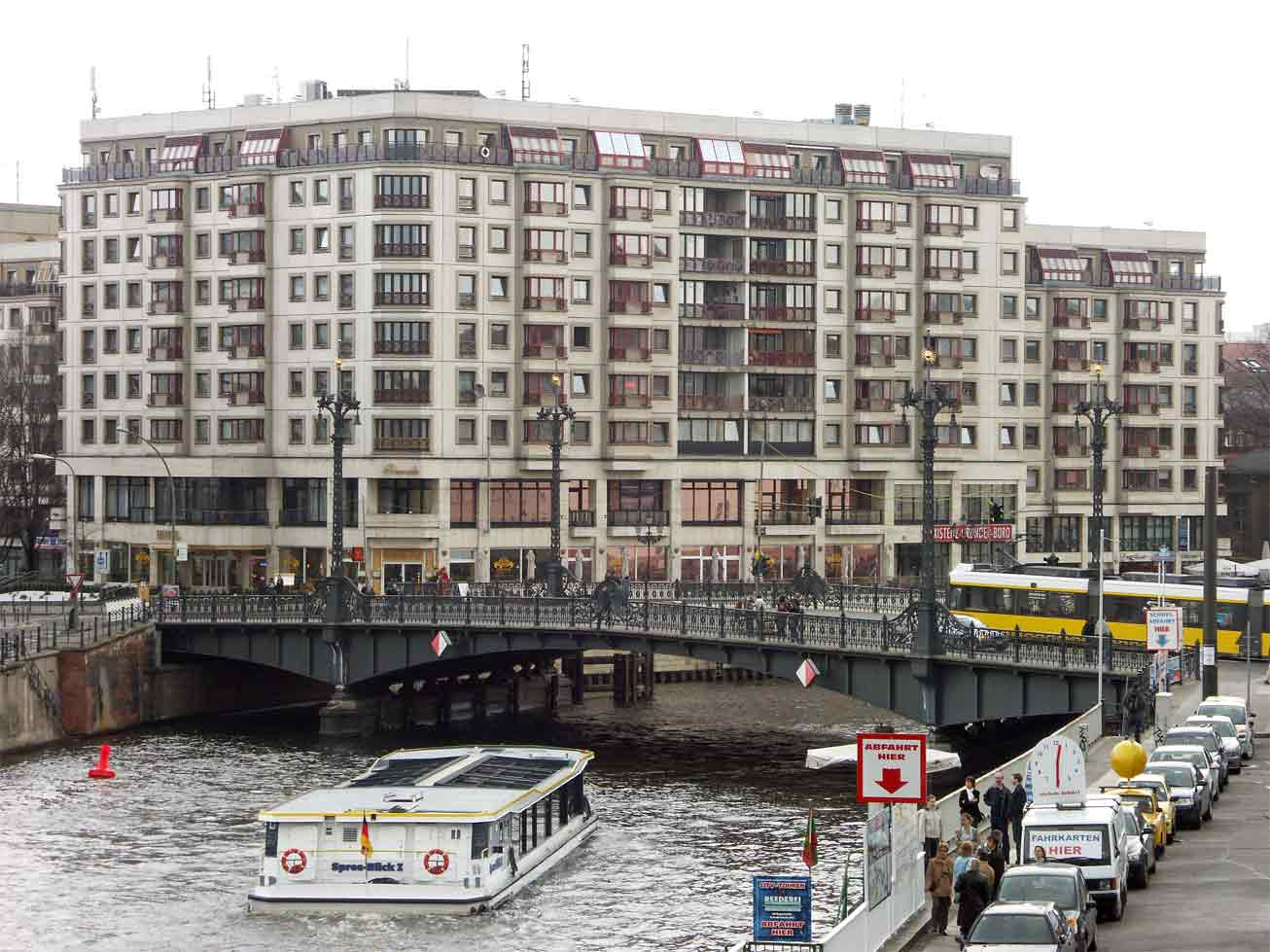
Puente Weidendammer en 2006

Weidling dio la orden de que los sobrevivientes salieran al noroeste a partir de las 21:00h del 1 de mayo. La ruptura comenzó más tarde de lo planeado alrededor de las 23:00h. El primer grupo de la Cancillería del Reich fue dirigido por Mohnke. Bormann, Werner Naumann y el resto del personal de Führerbunker lo siguieron. Burgdorf, quien jugó un papel clave en la muerte de Erwin Rommel, junto con Krebs, se suicidó. El grupo de Mohnke evitó el puente de Weidendammer (sobre el que tuvo lugar la ruptura) y lo cruzó por una pasarela, pero su grupo se dividió. Un tanque Tiger que encabezó el primer intento de asaltar el puente Weidendammer fue destruido. Siguieron dos intentos más y en el tercer intento, alrededor de la 01:00h, Martin Bormann y el doctor de las SS Ludwig Stumpfegger en otro grupo de la Cancillería del Reich lograron cruzar el Spree. Se informó que murieron a poca distancia del puente, sus cuerpos fueron vistos e identificados por Arthur Axmann, que siguió la misma ruta.

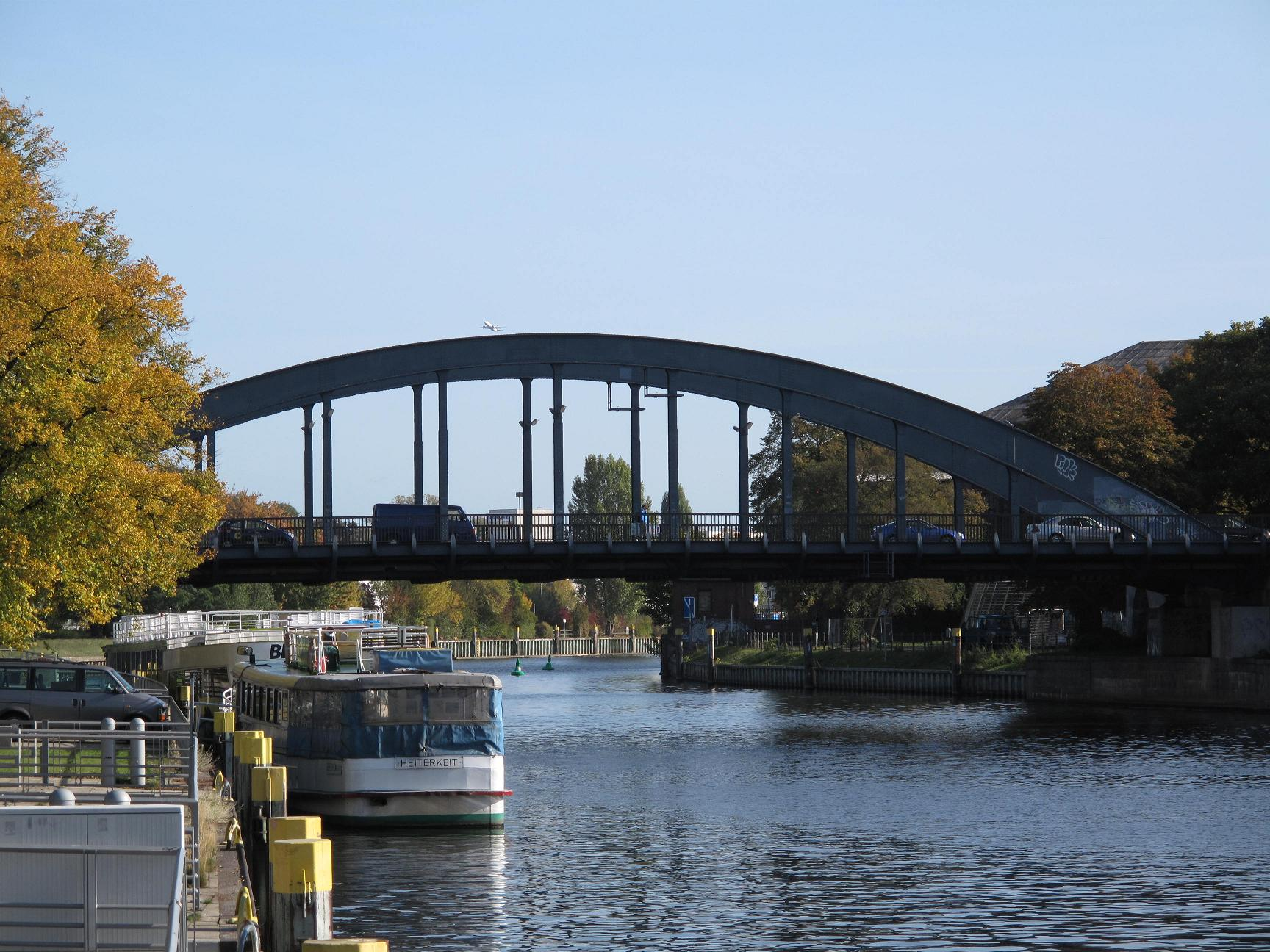
Puente de Charlotten. Reconstruida en 1926, sobrevivió a la Segunda Guerra Mundial.

Krukenberg y muchos de los sobrevivientes de los restos de la División Nordland cruzaron el Spree poco antes del amanecer, pero no pudieron abrirse paso y fueron obligados a regresar al centro. Allí se separaron; algunos descartaron sus uniformes y trataron de hacerse pasar por civiles, pero la mayoría fueron asesinados o, como Krukenberg, capturados. Un intento de avanzar hacia el norte a lo largo del Schönhauser Allee por parte de las tropas alemanas en el lado noreste de la zona central de defensa fracasó porque los soviéticos ahora sabían que se estaban realizando intentos de ruptura y estaban colocando cordones rápidamente para detenerlos. Los restos de la División de Münchenberg (cinco tanques, cuatro piezas de artillería y un puñado de tropas) y los restos de la 18.ª División de granaderos Panzer y 9.º División de Paracaidistas se separaron del centro hacia el oeste a través del Tiergarten. Fueron seguidos por miles de rezagados y civiles. Spandau todavía estaba en manos de un destacamento juvenil de Hitler, por lo que se intentó forzar un paso a través del Charlottenbrücke (puente de Charlotten) sobre el Havel. A pesar del fuerte bombardeo que mató a muchos, el peso de los números alemanes significó que fueron capaces de hacer retroceder a la infantería soviética y muchos miles cruzaron hacia Spandau. Los vehículos blindados que cruzaron el Staaken.
Mohnke (y lo que quedaba de su grupo) no podía romper los anillos soviéticos. La mayoría fueron hechos prisioneros y algunos se suicidaron. El general Mohnke y los otros que habían estado en el Führerbunker fueron interrogados por SMERSH. Solo un puñado de sobrevivientes llegaron al Elba y se entregaron a los aliados occidentales. La mayoría fueron asesinados o capturados por los soviéticos. Se desconoce el número de soldados y civiles alemanes que murieron al intentar escapar.

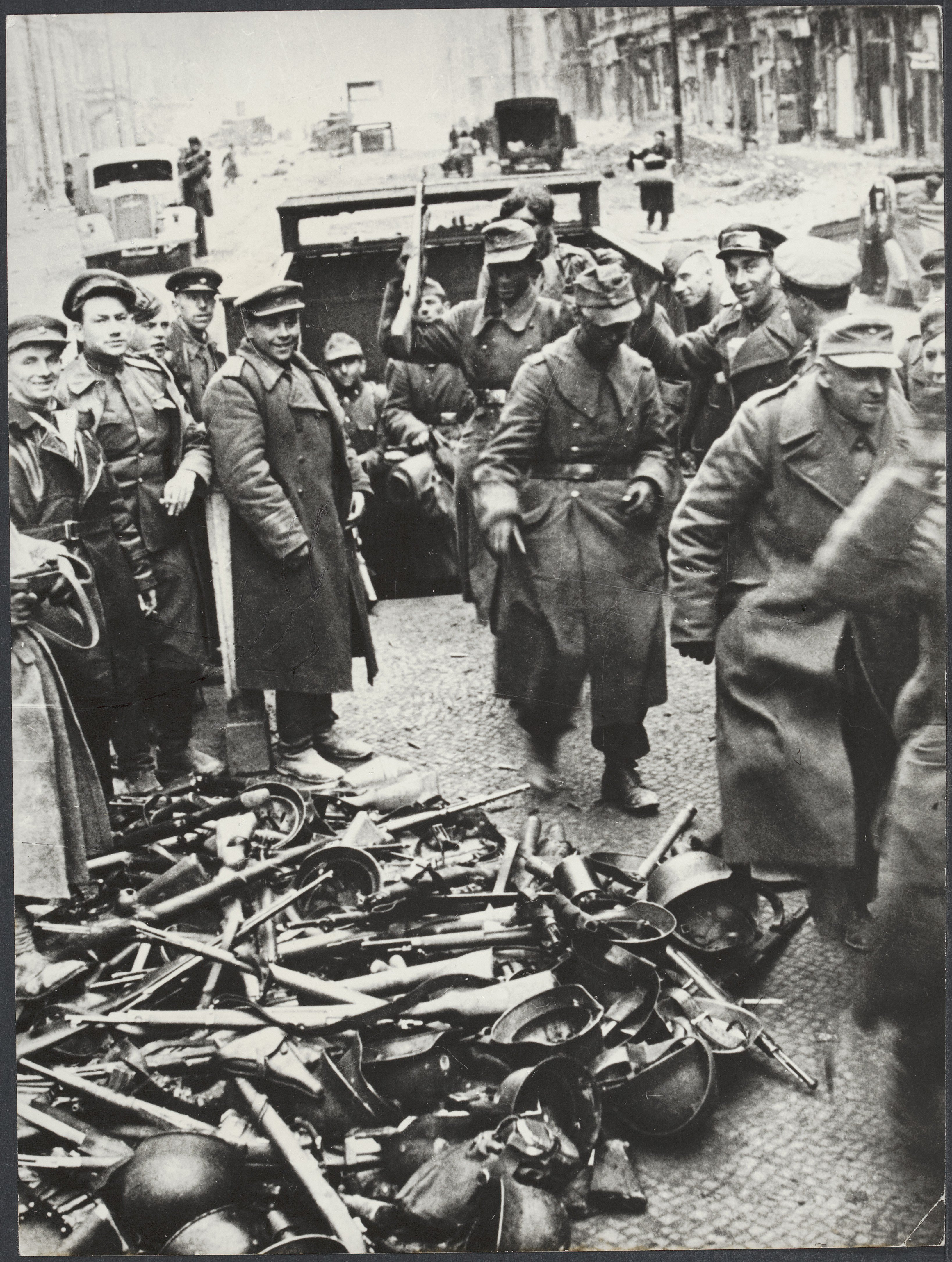
Berlín, abril de 1945. Las tropas soviéticas recogen armas de los soldados alemanes rendidos.

#### Capitulación
En la mañana del 2 de mayo, los soviéticos asaltaron la Cancillería del Reich. En la versión oficial soviética, la batalla era similar a la de la batalla por el Reichstag. Hubo un asalto sobre Wilhelmplatz y en el edificio con un obús para abrir las puertas de entrada y varias batallas dentro del edificio. La comandante Anna Nikulina, un oficial político del 9.º Cuerpo de fusileros del 5.º Ejército de Choque del coronel general Nikolái Berzarín llevó y desplegó la bandera roja en el techo. Sin embargo, Beevor sugiere que la descripción oficial soviética es probablemente una exageración, ya que la mayoría de las tropas de combate alemanas se habían marchado la noche anterior, la resistencia debe haber sido mucho menor que la del Reichstag.
A la 01:00h, los soviéticos recogieron un mensaje de radio del LVI Cuerpo de Ejército alemán solicitando un alto el fuego y afirmando que los emisarios vendrían bajo una bandera blanca al puente de Potsdamer. El general Weidling se rindió con su personal a las 06:00h. Fue llevado a ver al teniente general Chuikov a las 8:23 a. m.. Chuikov, quien había comandado la exitosa defensa de Stalingrado, preguntó: "¿Eres el comandante de la guarnición de Berlín?" Weidling respondió: "Sí, soy el comandante del Cuerpo Panzer de LVI". Chuikov luego preguntó: "¿Dónde está Krebs? ¿Qué dijo?" Weidling respondió: "Lo vi ayer en la Cancillería del Reich". Weidling luego agregó: "Pensé que se suicidaría". En las discusiones que siguieron, Weidling aceptó una rendición incondicional de la ciudad de Berlín. Aceptó ordenar a los defensores de la ciudad que se rindieran a los soviéticos. Bajo la dirección de Chuikov y del general soviético Vasili Sokolovski (Jefe de Estado Mayor del 1er Frente Ucraniano), Weidling puso su orden de entrega por escrito.
La guarnición de 350 defensores de la torre antiaérea del zoológico finalmente abandonó el edificio. Hubo combates esporádicos en unos pocos edificios aislados donde algunas SS todavía se negaron a rendirse. Los soviéticos simplemente volaron cualquier edificio de este tipo a escombros. La mayoría de los alemanes, soldados y civiles, estaban agradecidos de recibir los alimentos emitidos en los comedores populares del Ejército Rojo. Los soviéticos fueron de casa en casa y reunieron a todos con un uniforme que incluía bomberos y ferroviarios, un total de 180 000 y los hicieron marchar hacia el este como prisioneros de guerra.

## Consecuencias
El Ejército Rojo hizo un gran esfuerzo para alimentar a los residentes de la ciudad por orden del coronel general Nikolái Berzarin. Nombrado por Zhúkov comandante militar de la ciudad de Berlín. Como comandante de Berlín, Berzarín ordenó establecer una serie de cocinas de campaña donde el Ejército Rojo hizo grandes esfuerzos para dar de comer a la población civil alemana. El propio general Berzarin, que salió a la calle para charlar con los ciudadanos alemanes que hacían cola frente a las cocinas de campaña soviéticas, se convirtió rápidamente en un héroe para los berlineses, consideración que ya gozaba entre sus propias tropas. Abogó por el restablecimiento del orden, creó la policía de la ciudad y dio órdenes a todos los funcionarios alemanes de que regresen inmediatamente a sus puestos de trabajo, con el fin de garantizar el suministro de alimentos, gas y electricidad a la población civil alemana, además de preocuparse por la revitalización de la vida cultural de la ciudad. El 17 de mayo, nombró a Arthur Werner el primer alcalde de Berlín de la posguerra, el cual presidió un gobierno completamente civil. Su muerte en un accidente de moto provocado por el conductor de un camión soviético bebido supuso un duro golpe.